# 1938–1939-es portugál labdarúgó-bajnokság (első osztály)
Az 1938–1939-es Campeonato Nacional da Primeira Divisão az ötödik portugál élvonalbeli bajnokság volt, az első ezzel az elnevezéssel. A portugál labdarúgó-szövetség ekkortól állította a középpontba a bajnokságot. A nyolccsapatos bajnokságban újonc volt a lisszaboni Casa Pia AC, a bajnoki címét az FC Porto szerezte meg, a bajnokság gólkirálya 18 góllal a portói Costuras lett.

## Végeredmény
| #  | Csapat      | M  | Gy | D | V  | Lg | Kg | Gk  | P  | Megjegyzés |
| -- | ----------- | -- | -- | - | -- | -- | -- | --- | -- | ---------- |
| 1. | Porto (B)   | 14 | 10 | 3 | 1  | 57 | 20 | +37 | 23 |            |
| 2. | Sporting    | 14 | 10 | 2 | 2  | 44 | 17 | +27 | 22 |            |
| 3. | Benfica     | 14 | 9  | 3 | 2  | 44 | 24 | +20 | 21 |            |
| 4. | Belenenses  | 14 | 6  | 1 | 7  | 38 | 29 | +9  | 13 |            |
| 5. | Académica   | 14 | 4  | 3 | 7  | 27 | 39 | −12 | 11 |            |
| 6. | Barreirense | 14 | 4  | 2 | 8  | 21 | 27 | −6  | 10 |            |
| 7. | Académico   | 14 | 5  | 0 | 9  | 30 | 61 | −31 | 10 |            |
| 8. | Casa Pia    | 14 | 1  | 0 | 13 | 12 | 56 | −44 | 2  |            |

| Az 1938–39-es Primeira Divisão győztese: |
| ---------------------------------------- |
| FC Porto 2. cím                          |

A bajnokcsapat: Manuel Soares dos Reis (kapus); Guilhar, Sacadura (hátvédek); Carlos Pereira, 
Poças (fedezetek); Castro, Lopes Carneiro, Pinga, Carlos Nunes, Santos, 
Costuras, Francisco Reboredo (csatárok); Siska Mihály (edző).